# Daewoo Motor
A Daewoo Motor egy dél-koreai autógyártó cég volt. Bár gyökerei egészen 1937-ig visszanyúlnak, ismert formájában 1983-ban jött létre, a Daewoo-csoport tagjaként. A cég Kelet-Európában több leányvállalatot is létrehozott, az ottani autógyártókkal társulva. 2001-ben a Daewoo-csoport csődközeli állapotba került, ezért eladta a Daewoo Motort a General Motorsnak, így a cég neve a következő évben GM Daewoo lett. A vállalat 2011-ig működött, amikor is teljesen bezárt, majd az utódjaként megalakult a GM Korea.

## Története

### A kezdetek
A Daewoo Motor történelme 1937-ig nyúlik vissza, amikor a National Motor 1937-ben megalapult Bupjongban, Incshonban. A vállalat 1962 novemberében újjászerveződött, miután a dél-koreai kormány úgy döntött, komoly összegeket fektet az ország autóiparának fejlesztésébe. A cég Saenara Motor néven működött tovább és Dél-Korea első autógyártójaként modern szerelősorral rendelkezett. A gyár ekkoriban a japán Datsun Bluebird PL310 összeszerelésével és eladásával foglalkozott. 1965-ben a Shinjin Industrial felvásárolta a Saenara Motort, melynek a neve így Shinjin Motor lett és a Toyotával kötött együttműködési szerződést.
Miután a Toyota 1972-ben megszüntette az együttműködést, a Shinjin Motor a General Motorsszal társult és létrejött a General Motors Korea. A cég gyártani kezdte az Opel Rekordon alapuló Rekordot és a Chevrolet 1700 alapjain nyugvó Holden Toranát. 1976-ban  a gyár Saehan Motor néven folytatta a működését.

### A Daewoo-csoport tagjaként
1982-ben a Daewoo-csoport felvásárolta az üzemet és megalakult a Daewoo Motor. 1996-ig kizárólag a General Motors modelljein alapuló személyautókat gyártott a cég. Az előd Saehan Motor által gyártott kocsikat is megtartotta, melyek ezentúl Daewoo márkanév alatt készültek. A Maepsy modellfrissítésen esett át és Daewoo Maepsy-Na néven szerepelt tovább a gyár kínálatában. A felsőkategóriás Royale-sorozatot szintén megtartotta a Daewoo Motor, melyek az 1980-as években kiegészültek a Royale XQ-val, a Royale Duke-kal, a Royale Prince-szel és a Royale Salon Superrel. 1989-ben megjelent a Daewoo Ipmerial, a cég akkori első számú luxusautója, mely a Chrysler Imperial, a Chrysler New Yorker és néhány japán luxus szedán tulajdonságait ötvözte. A modell gyártása 1993-ban fejeződött be.
Teljesen új modellt először 1986-ban vezetett be a Daewoo Motor, a Magyarországon Daewoo Racer néven ismert Daewoo LeMans képében. Ez az Opel Kadett E-n alapult és három-, valamint ötajtós ferde hátú és négyajtós szedán karosszériával készült. A kocsi csaknem a világ minden részére eljutott, Észak-Amerikában Pontiac LeMans, Asüna GT/SE és Passport Optima néven is ismert volt. Az autónak 1994-ben jelent meg a felújított változata, mely Cielo néven került piacra Dél-Koreában, de Európában inkább Nexia néven volt ismert. A LeMans és a Cielo a Daewoo Motor legsikeresebb modelljei közé tartoznak. Szintén 1986-ban a Daewoo elkezdte árusítani a Nissan Vanette-et, saját márkaneve alatt.

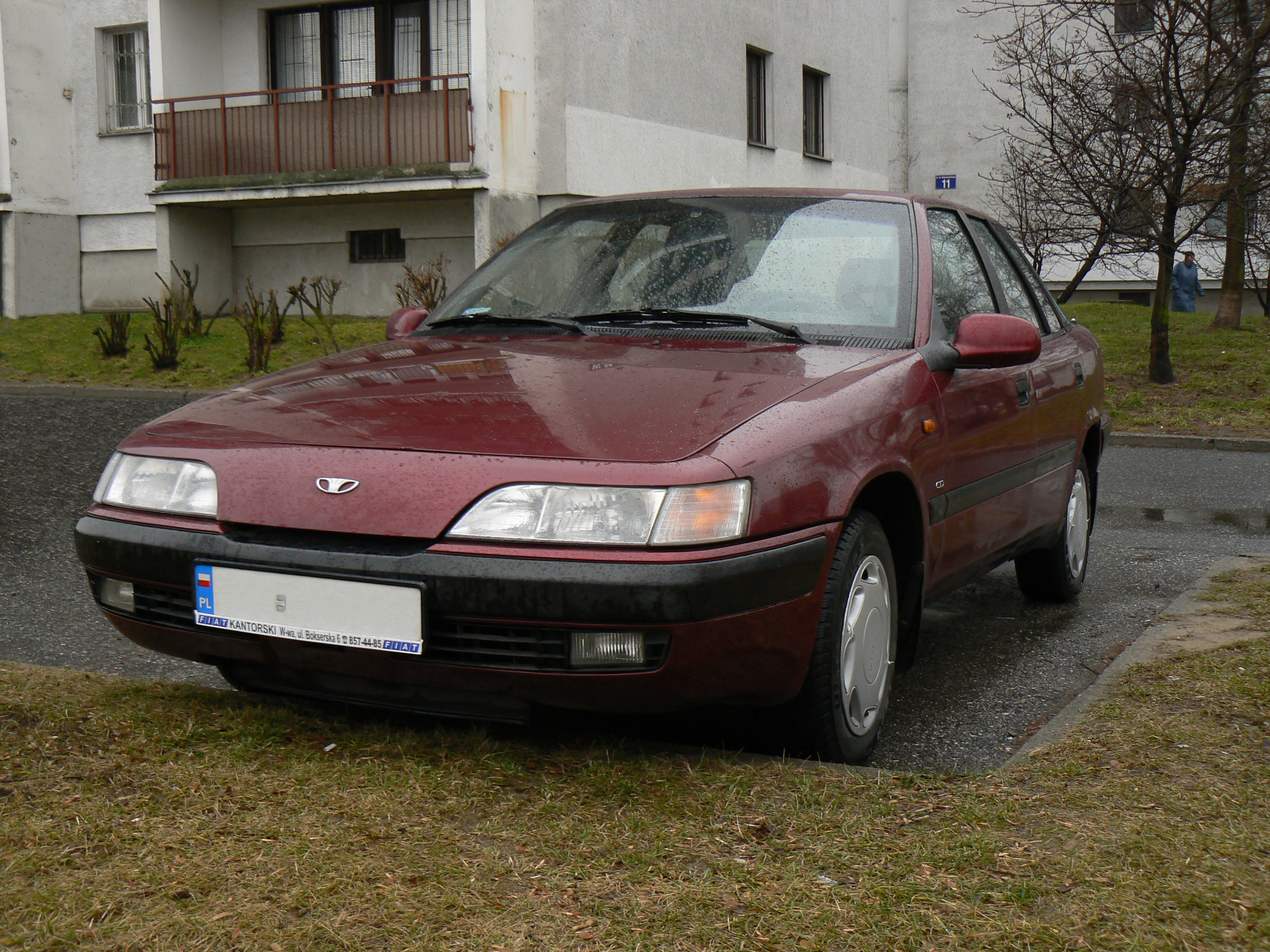
Daewoo Espero

1990-ben jelent meg a Daewoo Motor kínálatában a Daewoo Espero, melyet az olasz Gruppo Bertone tervezett. A későbbiekben a gyár sokszor vette igénybe olasz tervezők munkáját. 1991-ben a Daewoo Heavy Industries fejlesztésében megjelent a kiskategóriás Daewoo Tico, mely szintén a Daewoo Motor kereskedéseiben került értékesítésre. A Daewoo Heavy Industries emellett 1981 óta árulta a Daewoo Damas és Daewoo Labo nevű minibuszt és kisteherautót. Ezek alapjául a Ticóhoz hasonlóan Suzuki modellek szolgáltak. Ugyancsak 1991-ben megszűnt a Royale-sorozat, melynek tagjai kisebb modellfrissítésen átesve önálló modellekként készültek tovább. A Daewoo Prince 1997-ig maradt a kínálat tagja, míg a Super Salon és a Brougham 1999-ig.
1992-ben megszűnt az együttműködés a General Motorsszal, így a Daewoo Motor önálló vállalattá vált. 1994-ben a gyár második generációs Honda Legendeket importált Japánból és Daewoo Arcadia néven kezdte árulni, hogy így töltse ki a Daewoo Imperial luxus szedán gyártásának befejezésével keletkezett űrt.

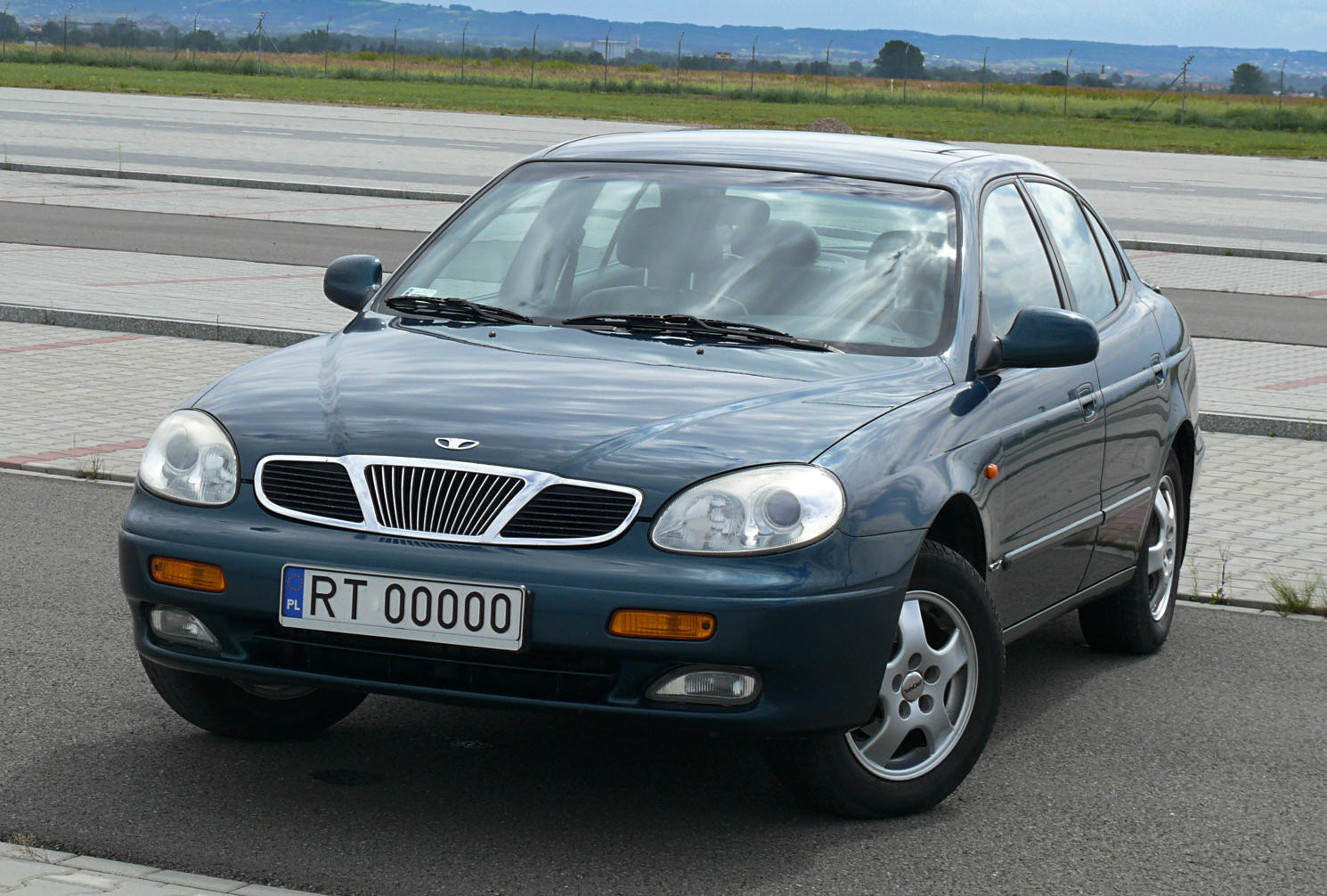
Daewoo Leganza

A Daewoo első saját alapokon nyugvó modellje, a Lanos 1996-ban jelent meg. Ebből három- és ötajtós ferde hátú, valamint négyajtós szedán változat volt kapható. Dél-Koreában és még néhány országban a háromajtós Romeo, az ötajtós pedig Juliet néven árulták. A Lanos formatervének kialakításában Giorgetto Giugiaro is részt vett, a létrejött formavilág pedig meghatározó volt a következő években megjelent Daewoo modellekre nézve. Ekkor jelent meg először a három részre osztott ovális hűtőrács is, mely a márka egyik fontos ismertetőjegyévé vált. 1997 februárjában kezdődött meg a Daewoo Nubira gyártása, a cég új üzemében, Kunszanban. A karosszéria megtervezésében ezúttal is Olaszországból, az I.DE.A Institute-tól kaptak segítséget a dél-koreaiak. Ugyanezen év márciusában került bemutatásra a középkategóriás Daewoo Leganza, melynek formatervéhez Giorgetto Giugiaro a Jaguar 1990-es, Kensington nevű konceptautójából merítette az ötletet.
1998-ban mutatkozott be a Daewoo Motor egyik legismertebb modellje, a Daewoo Matiz. Ennek külsejét szintén Giugiaro tervezte, egy 1992-es Lucciola nevű konceptautó alapján, melyet eredetileg a Fiat Cinquecento utódjának szántak. A következő négy évben ez volt a gyár legkelendőbb modellje. 1999-ben készült el a Daewoo Magnus, mely a Leganza felújított változata volt. A két modellt egyszerre árusították Dél-Koreában, amíg utóbbi gyártása 2002-ben be nem fejeződött. A Magnus hagyományos Classic és sportos Eagle változatban volt kapható. Egy évvel később mutatta be a Daewoo Motor a Daewoo Rezzo nevű egyterűt, mely Európában Tacuma néven volt ismert. 2001-ben a Matiz, a Lanos és a Nubira megújult, egy évre rá pedig megjelent az L6 Magnus, melybe a Daewoo első soros hathengeres motorja került és a külseje is kissé megújult. Ugyanebben az évben került bemutatásra a Daewoo Kalos, mely a Lanost hivatott leváltani.

### A SsangYong Motor Company felvásárlása és eladása
Az 1997-es ázsiai gazdasági válság miatt a főként négykerék-meghajtású autók gyártására specializálódott SsangYong Motor Company nehéz anyagi helyzetbe került, ezért 1998-ban a Daewoo Motor felvásárolta, hogy megmentse a csődtől. Az együttműködés rövid volt, a Daewoo-csoport csődközeli állapotba került, így 2000-ben kénytelen volt eladni a SsangYongot. Ez alatt az időszak alatt a SsangYong modelljei Daewoo-SsangYong néven kerültek piacra Dél-Koreában, míg egyes országokban egyszerűen Daewoo márkanév alatt árulták őket. A Daewoo Motor a saját kínálatában is beolvasztotta a SsangYong zászlóshajóját, a Chairman nevű luxus szedánt, melyet Daewoo emblémával és hűtőráccsal ellátva Daewoo Chairman néven kezdett árulni.

### Eladás a General Motorsnak
1999-re a teljes Daewoo-csoport nehéz anyagi helyzetbe került, így kénytelen volt eladni autógyártó részlegét, a Daewoo Motort. A jelentkezők között ott volt a Hyundai a DaimlerChryslerrel közösen, a Ford és a GM-Fiat szövetség. Végül a General Motors vásárolta fel a Daewoo Motort és annak üzemeit és létrejött a GM Daewoo. A gyárban eleinte Daewoo modelleket készítettek, többnyire Chevrolet márkajelzés alatt, majd teljesen áttértek GM-modellek gyártására. 2002-ben a tehergépkocsikat gyártó Daewoo Commercial Vehicle különvált a cégtől, ezt 2004-ben az indiai Tata Motors vásárolta meg. A GM Daewoo 2011-ig működött, majd bezárták és helyette létrejött a GM Korea.

## A Daewoo Motor dél-koreai leányvállalatai

### Daewoo Performance Automobiles
A Daewoo Performance Automobiles a Daewoo Motor nagy teljesítményű autókat gyártó részlege volt, mely DPA márkanév alatt árulta modelljeit Dél-Koreában.

## A Daewoo Motor kelet-európai leányvállalatai
A Daewoo az ukrán AvtoZAZ egyik részvényeseként létrehozta az AvtoZAZ-Daewoo üzemet, mely 1998 és 2003 között működött. 2002-ben itt megkezdődött az alkatrészenként beszállított Daewoo Lanosok összeszerelése. Később a gyár megvette az autó licenceit, mely így ZAZ Lanos néven készült tovább. A Daewoo által kifejlesztett Chevrolet Aveo egy változatát is gyártott a cég, illicsevszki üzemében. Miután a csődközelben lévő Daewoo-csoport eladta a Daewoo Motort a General Motorsnak, az amerikai cég úgy döntött, nem tart igényt a kelet-európai leányvállalatokra. Az AvtoZAZ-Daewoo társulás ukrán felét az UkrAVTO vásárolta fel 2002-ben, a társaság új logót is kapott, míg a Daewoo részét a svéd Hirsch & CIE vette meg.
1992 augusztusában a Daewoo megalapította UzDaewooAuto nevű leányvállalatát Aszakában, Üzbegisztánban, tekintettel a városban élő nagyszámú koreai kisebbségre. A gyár jelenleg is működik és gyárt Daewoo Matizokat, valamint Nexiákat hazai eladásra és exportra is. Emellett ferde hátú és szedán Chevrolet Lacettik is készülnek az üzemben, kizárólag az üzbég piacra.
1994-ben a Daewoo felvásárolta a román Autombile Craiovát, amely addig a Ctroën Axel licencelt megfelelőjét, az Oltcit Clubot gyártotta. A felvásárlás után a gyár neve Romanian Daewoo Motor, rövidítve Rodae lett. A teljes üzem átalakult és elsőként Daewoo Nexiák összeszerelésével kezdett foglalkozni. 2008-ig a cég a Nexiák mellett Daewoo Matizokat és Nubirákat gyártott hazai eladásra, valamint alkatrészeket, például motorokat és sebességváltókat is gyártott, melyekből exportra is jutott, többek között az anyavállalatnak is. 2008. március 21-én hivatalossá vált, hogy a román kormány eladta a gyárat a Fordnak. A Daewoo-k gyártása 2008 májusában fejeződött be, a cég neve pedig Ford Romania lett.

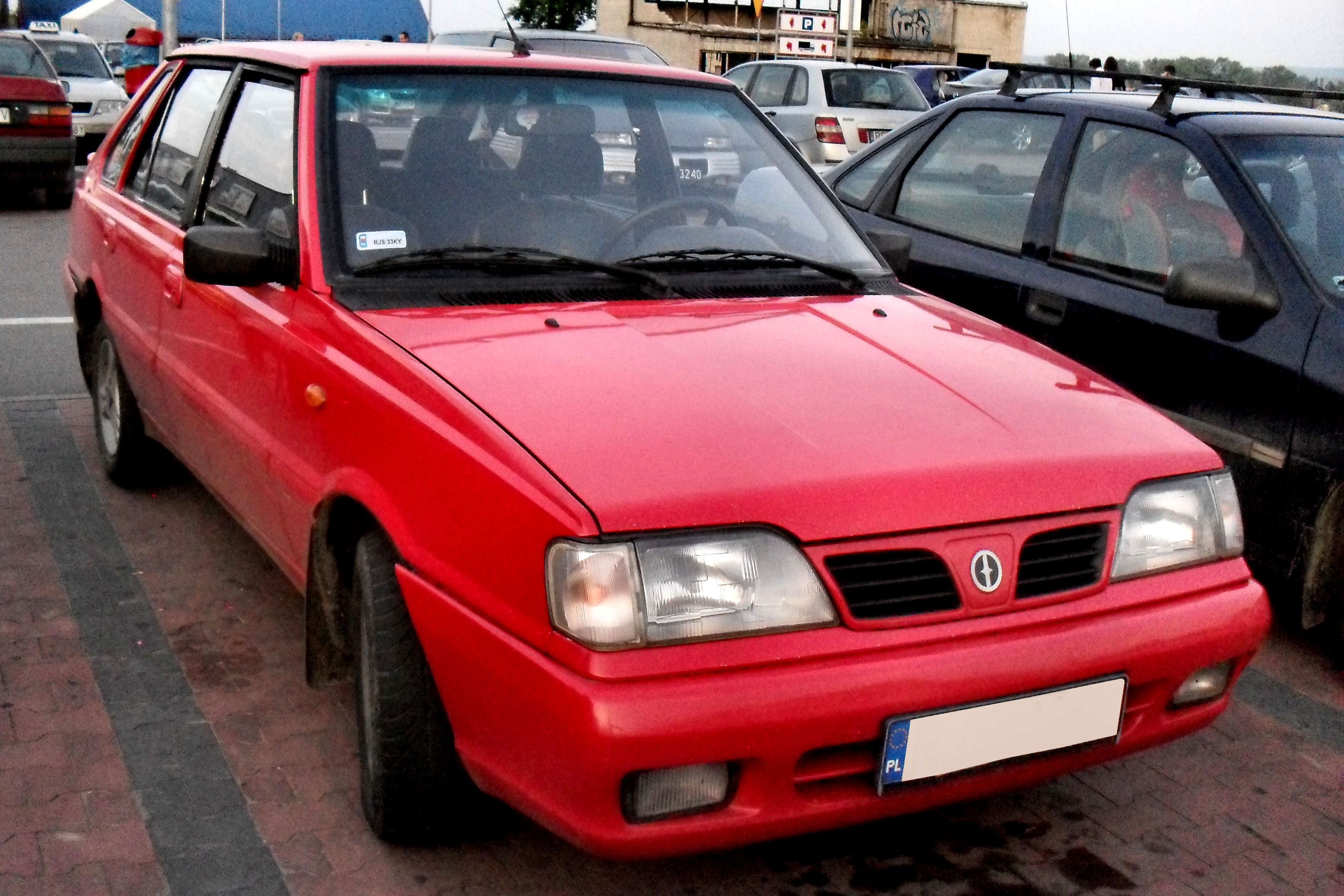
Daewoo-FSO Polonez Caro Plus

A dél-koreai cég Lengyelországban is képviselte magát, 1995-ben a helyi Fabryka Samochodów Osobowych (FSO) gyárral közösen létrehozta a Daewoo-FSO társulást. Ennek egyik fő célja az lett, hogy itt is készülhessenek a Daewoo Matiz modellek, a Kelet Európában nagy népszerűségnek örvendő Tico utódjaként. 2005 januárja óta a Matizok és a Lanosok FSO márkanév alatt kerülnek piacra.
Az FSO mellett a Daewoo egy másik lengyel gyárral, a Fabryka Samochodów Ciężarowych-hal (FSC) is közös munkába kezdett 1995-ben. A gyár neve Daewoo Motor Polska lett, ahol a Daewoo Lublinok és a Tarpa Honkeren alapuló Daewoo Honkerek készültek. A Daewoo Motor Polska a brit LDV kishaszongépjármű-gyártóval közösen tervezte meg a Maxus modellt. A Daewoo Motor csődje és eladása után azonban az LDV a jármű összes licencét megvásárolta és a gyártásához szükséges alkatrészeket, szerszámokat is elhozta Lengyelországból, ami után a Maxust kizárólag Birminghamben készítették. Az FSC-t a General Motors eladta a brit befektetői csoportnak, az Intrallnak, a Hinker terveit pedig a lengyel Andoria-Motnak.
1998-ban a Daewoo Motor 50,2%-os részesedést vásárolt a cseh Avia járműgyárban, melynek a neve ezután Daewoo-Avia lett és a Daewoo járművek kizárólagos importőre és forgalmazója lett Csehországban. A gyárban Daewoo Lublin és Daewoo-Avia D60/90 haszongépjárművek készültek. A General Motors erre az üzemre sem tartott igényt 2002-ben, ezért 2005-ben az Odlen Capital Partners nevű befektetői csoporthoz került. 2006 októberében a kisteherautókat gyártó részleget az indiai Ashok Leyland vásárolta fel és Avia Ashok Leyland Motors Company (AALM) néven működött tovább.
1998-ban Oroszországban, a TagAZ-Doninvest gyárban is megkezdődött a Lanos, a Nubira és a Leganza modellek kisszámú gyártása. A kocsik a Doninvest márkanév alatt készültek, Assol, Orion és Kondor néven, de nem hoztak sikert. A TagAZ ezután inkább a Citroënnel kötött szerződést és a Berlingót kezdte el gyártani Orion-M néven. Később a Hyundai Accent és a kínai Chery A5 gyártását is megkezdte.
A General Motors nem tartott igényt a kelet-európai üzemekre, miután 2002-ben felvásárolta a Daewoo Motort, ennek ellenére néhány országban jelenleg is folyik a Daewoo vagy Daewoo-alapú modellek összeszerelése. A GM Daewoo ehhez a szerződéseknek megfelelően 2005-ig biztosította az alapanyagot egységcsomagok formájában, azóta a gyáraknak maguknak kell gondoskodniuk az alkatrészekről.

## Daewoo autók Dél-Koreán kívül
Európában a Daewoo Motor 1995-ben mutatta be az Espero és Nexia modelleket, majd ezeket követte a Lanos, a Nubira és a Leganza. 1998-ban került bemutatásra a Daewoo Matiz városi kisautó, mely hatalmas siker volt Európában, Olaszországban zsinórban háromszor egymás után elnyerte az "Év autója" címet.
Ezután jelentek meg a piacon a Tacuma, a Magnus és a Kalos modellek is. Egyes országokban a Korando, a Musso és a Rexton nevű SsangYong modellek is Daewoo márkanév alatt kerültek piacra. A General Motors színre lépése után a gyár logója megváltozott, de 2003-ig megmaradt a Daewoo márkanév. A Lacetti volt Európa egyes országaiban az utolsó modell, mely Daewoo márkanév alatt került piacra.

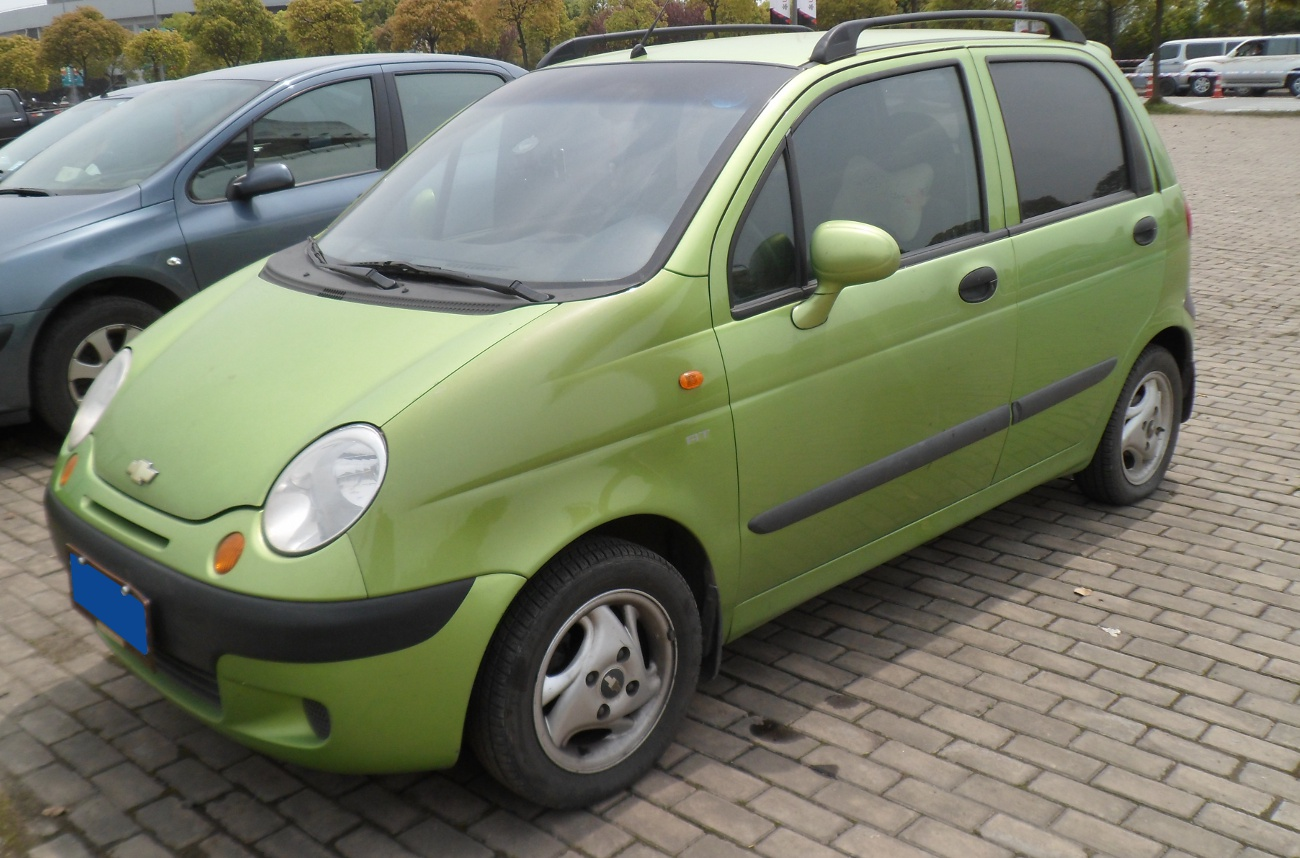
Chevrolet Matiz

2005. január 1-jén mutatkozott be hivatalosan a Chevrolet márkanév az európai piacon, mely sok országban eleinte csak annyit jelentett, hogy az addig Daewoo néven ismert autók Chevrolet márkanév alatt váltak megvásárolhatóvá. A General Motors a “Daewoo has grown up enough to become Chevrolet.”, azaz “A Daewoo eléggé felnőtt ahhoz, hogy Chevrolet legyen." jelmondattal jelentette be a váltást. Egyes vélemények szerint a márkanév megváltoztatására többek között azért is volt szükség, mert a vásárlók Daewoo-ba vetett hite alaposan megingott, miután a korábbi elnök, Kim Vudzsung valósággal elmenekült a cégtől a csődhelyzet beállta után. Különösen Franciaországban volt rossz a helyzet ilyen szempontból, ahol a Daewoo-botrányként ismert ügy eredményeként be kellett zárni a Daewoo-Orion Electronics longwy-i üzemét.
A General Motors célja, hogy nevek tekintetében is egységesítse a Chevrolet európai kínálatát, ezért a korábban egyszerűen csak "átcímkézett" modelleknek igyekszik saját nevet adni. A Daewoo Winstrom modell Európában például már Chevrolet Captiva néven jelent meg, a Matiz egy rövid ideig Chevrolet Matiz néven szerepelt a kínálatban, majd a modellfrissítés után Chevrolet Spark lett a neve, míg a Kalos felújított változatából jött létre a Chevrolet Aveo.
A Daewoo autók az Amerikai Egyesült Államokban, Kanadában és Ausztráliában is kaphatóak voltak a csődhelyzet kialakulásáig, de nem értek el olyan komoly sikereket, mint Európában.

## Emblémák és szlogenek

### Emblémák
- A Daewoo autókon eleinte a Daewoo-csoport által használt "DAEWOO" felirat volt olvasható márkajelzésként.
- A Royale-sorozat modelljein egy koronaszerű logó volt látható.
- Ezután került bemutatásra a "dupla D"-s embléma, mely többek között az Espero, Cielo, Brougham és Imperial nevűá modellekre is került.
- Giugiaro 1994-ben kissé átalakította ezt a logót, az új változat a Buvrane nevű konceptautón jelent meg először.
- A Daewoo márkanév alatt piacra került SsangYong modellekre ennek az emblémának egy szögletesebb változata került. Később ezt vette át a tehergépkocsi gyártó részleg, a Daewoo Commercial Vehicle és egy ideig annak utódja, a Tata Daewoo is használta.
- 2002-ben, amikor a General Motors felvásárolta a gyárat és az GM Daewoo néven működött tovább, a logó kisebb modernizáción esett át.

### Szlogenek
- 1995: "A different kind of car company? That'll be the Daewoo" (Egyesült Királyság)
- 1995: "Daewoo, that's who" (USA)
- 2000: "Better future"